# Carrusel de los Carros Blindados
El Carrusel de los Carros Blindados es un caso de corrupción política nacional que se originó al interior de la Unidad Nacional de Protección en Colombia, entidad encargada de brindar protección y escolta en todo el país, el cual involucra a altos mandos militares, Fiscalía General de la Nación (Colombia), Ministerio de Defensa (Colombia), INVIAS,Senado de la República, Cámara de Representantes de Colombia, Toyota, y Hyundai Motor Company, entre otras empresas vinculadas al blindaje y comercialización de vehículos, los cuales, usando sus influencias e información privilegiada, direccionaron la contratación a su favor a cambio de coimas.
Estos hechos fueron denunciados por la Fiscal Angélica Monsalve a raíz de un proceso que inició desde el 2014, donde la Fiscalía General recopiló conversaciones, llamadas, seguimientos, testimonios, entre otras evidencias.

## Contexto General
Este carrusel tiene su origen en la industria de los carros blindados, una industria que en Colombia factura cerca de 300 mil millones en el país. Según Juan Manuel Vargas Ovalle, estas cifras responderían a una medida proteccionista para enfrentar los elevados índices de inseguridad del país, con un promedio anual de entre 1800 y 2000 vehículos de altos funcionarios, entre ellos jueces, senadores y personas en condición de alto riesgo (alrededor de 7000 personas).
Cuando una persona es víctima de amenazas en Colombia y denuncia ante la Unidad Nacional de Protección (UNP), esta realiza un estudio para determinar el grado de amenaza en ciernes sobre el postulado a un esquema de seguridad para asignárselo en función de ello. Estos esquemas normalmente incluyen carros blindados con GPS, escoltas, entre otras medidas. Así mismo esta entidad asigna vehículos a altos funcionarios estatales por su condición.

## Vehículos sin Blindar
El Director de la UNP indicó que han identificado varios vehículos con blindaje incompleto o falso, lo que pone en riesgo a personas protegidas mientras esperan que sean reparados.

## Transporte de Narcotráfico
Luego de que Manuel Castañeda fuera capturado el 10 de diciembre de 2022 transportando narcóticos en un vehículo blindado de la UNP asignada a Ronald Rodríguez, otrora subdirector de la entidad y amigo de Castañeda, se confirmó que vehículos oficiales estaban siendo usados para transportar cocaína con el concierto de funcionarios públicos en favor del Clan del Golfo y varias personalidades de la Nación incluidos políticos y cantantes populares, usando la poca sospecha que despertaría un vehículo oficial blindado.
En esa oportunidad, aunque intentó sobornar a la Policía, estos no accedieron a su propuesta, aunque en ocasiones previas ya había sido vinculado al transporte de marihuana en otra camioneta, como lo confirmó Wilson Devia, exmiembro del extinto DAS y presidente del sindicato de la UNP.
Uno de los principales argumentos para burlar y omitir las pesquisas fue esgrimir que era expolicía y que transportaba a un protegido.

## Fuga de "Matamba"
Manuel Castañeda, involucrado como presunto tramitador en el caso de los carros blindados, fue uno de los conductores que transportó a alias Matamba durante su fuga, precisamente aprovechando que, al ser camionetas del Estado, no generaban sospecha, inclusive pasando inadvertidos ante la policía.

## Tráfico de Influencias
Martín Ricardo Manjarez y Yonn Jairo García, representante legal y gerente de la firma M&M, usaron sus influencias en sectores ilícitos, tanto en lo público y privado, para cobrar coimas a cambio de favorecer la obtención de contratos a empresarios y funcionarios. Entre los involucrados se cuentan hoy 17 personas, reveladas a la Fiscal Monsalve por varios imputados en calidad de testimonios, luego de que Castañeda fuera capturado. Entre ellos estarían el primer director que tuvo la UNP Andrés Villamizar, el General Rodolfo Palomino, el  Presidente de Suzuki Colombia, entre otros. 
Según declaraciones recientes presentadas por el Reporte Coronell en la W Radio, dos fiscales adscritos a la Fiscalía General de la Nación (Colombia), habrían visitado y hablado directamente con Castañeda, prohibiéndole hablar con la Fiscal Monsalve. Lo anterior según un audio que se filtró hace varios días.

## Negociaciones
Según se escuchó en audiencia Pública contra el indiciado y director del Sindicato de la UNP, Wilson Devia, este habría sido el responsable de la negociación y venta de esquemas de seguridad a cambio de su lucro económico, siendo la prueba reina en su contra, los testimonios de Manuel Castañeda, el ya conocido Narcochofer. Esta audiencia de imputación de cargos terminó con la negación de Devia en relación con los delitos que se le imputaron realizada por parte de Angélica Monsalve.
Aunque la audiencia había sido citada en forma oportuna, el Sindicalista Devia salió del país la mañana de la audiencia, lo que generó la idea de una fuga. No obstante el Devia, participó en forma virtual de su audiencia.